# Rinya Nakamura
Rinya Nakamura (japonés :中村倫也, Nakamura Rinya, Saitama, 23 de marzo de 1995) es un artista marcial mixto japónes y ex luchador de estilo libre que actualmente compite en la división de peso gallo. Compitiendo en 61 kilogramos, Nakamura se convirtió en el Campeón Mundial Sub-23 de 2017 durante su carrera de lucha libre, antes de retirarse a los 25 años para dedicarse a las artes marciales mixtas.

## Primeros años
Rinya es hijo de Kozo Nakamura, quien participó en el desarrollo inicial de Shooto en los años 90. Habiendo comenzado a luchar a la edad de cinco años, el primer logro notable de Nakamura en el deporte de la lucha libre fue una medalla de bronce en el Campeonato Mundial Cadete en 2011. Múltiples veces medallista nacional japonés en dos diferentes categorías de peso, el logro más notable de su carrera se produjo en el Campeonato Mundial Sub-23 de 2017, donde se convirtió en campeón con 61 kilogramos. Después del retraso de los Juegos Olímpicos de Verano de 2020 debido a la pandemia de COVID-19, Nakamura decidió retirarse de la lucha libre y lanzarse al deporte de las artes marciales mixtas.

## Carrera de artes marciales mixtas

### Carrera temprana
En abril de 2020, Nakamura anunció sus serias intenciones de competir en MMA. Nakamura hizo su debut profesional contra Takumi Arai en un reality show de artes marciales mixtas Fighting Dreamers el 15 de mayo de 2021. Ganó la pelea por nocaut en el primer minuto.
Luego hizo su segunda aparición contra Akuri Ronda en Shooto 0725 el 25 de julio de 2021. Ganó la pelea por nocaut en el segundo asalto.
Nakamura se enfrentó a Yasuyuki Nojiri en Shooto 0116 el 16 de enero de 2022. Ganó la pelea por nocaut técnico en el primer minuto.
El 24 de abril de 2022, luchó contra Aliandro Caetano en POUNDSTORM, y aunque recibió un puñetazo en el primer asalto y se cortó el párpado derecho, lo que le provocó un sangrado intenso, aprovechó su ventaja de derribo y ganó por decisión de 3-0.

### Camino a UFC
Nakamura se enfrentó a Gugun Gusman en los cuartos de final del torneo de peso gallo el 9 de junio de 2022, en Road to UFC Temporada 1: Episodio 3. Ganó la pelea en el primer asalto mediante sumisión americana.
Nakamura se enfrentó a Shohei Nose en las semifinales del torneo de peso gallo el 23 de octubre de 2022, en Road to UFC Temporada 1: Episodio 6. Ganó la pelea en el primer asalto, noqueando a Nose.
En la final del torneo, Nakamura se enfrentó a Toshiomi Kazama el 4 de febrero de 2023 en UFC Fight Night: Lewis vs. Spivak. Ganó la pelea por nocaut en el primer asalto. Esta victoria le valió a Nakamura su primer premio extra de Actuación de la Noche.

### Ultimate Fighting Championship
Nakamura se enfrentó a Fernie García en UFC Fight Night 225 el 26 de agosto de 2023. Ganó la pelea de manera dominante por decisión unánime.
Nakamura estaba programado para enfrentar a Brady Hiestand el 17 de febrero de 2024 en UFC 298. Sin embargo, Hiestand se retiró debido a una lesión y fue reemplazado por el recién llegado promocional Carlos Vera. Nakamura dominó la mayor parte de la pelea en el suelo y ganó por decisión unánime.

## Campeonatos y logros
- Ultimate Fighting Championship
  - Actuación de la Noche (una vez) vs. Toshiomi Kazama[17]
- Road To UFC
  - Road To UFC ganador del torneo de peso gallo de la temporada 1 de UFC

## Récord de artes marciales mixtas
| Resultado | Récord | Oponente         | Método                  | Evento                                          | Fecha                 | Ronda | Tiempo | Localización        | Notas                                                                           |
| --------- | ------ | ---------------- | ----------------------- | ----------------------------------------------- | --------------------- | ----- | ------ | ------------------- | ------------------------------------------------------------------------------- |
| Victoria  | 9–0    | Carlos Vera      | Decisión (unánime)      | UFC 298                                         | 17 de febrero de 2024 | 3     | 5:00   | Anaheim, California |                                                                                 |
| Victoria  | 8–0    | Fernie Garcia    | Decisión (unánime)      | UFC Fight Night: Holloway vs. The Korean Zombie | 26 de agosto de 2023  | 3     | 5:00   | Kallang,            |                                                                                 |
| Victoria  | 7–0    | Toshiomi Kazama  | KO (puñetazo)           | UFC Fight Night: Lewis vs. Spivak               | 4 de febrero de 2023  | 1     | 0:33   | Las Vegas, Nevada   | Ganó el torneo de peso gallo de Road to UFC Temporada 1, Actuación de la noche. |
| Victoria  | 6–0    | Shohei Nose      | KO (golpes)             | Road to UFC Season 1: Episode 6                 | 23 de octubre de 2022 | 1     | 2:21   | Abu Dhabi           | Road to UFC Temporada 1 torneo peso gallo semifinal                             |
| Victoria  | 5–0    | Gugun Gusman     | Sumisión (keylock)      | Road to UFC Season 1: Episode 3                 | 10 de junio de 2022   | 1     | 3:24   | Kallang             | Road to UFC Temporada 1 torneo peso gallo cuartos de final                      |
| Victoria  | 4–0    | Aleandro Caetano | Decisión (unánime)      | LDH Martial Arts: Pound Storm                   | 24 de abril de 2022   | 3     | 5:00   | Tokyo               |                                                                                 |
| Victoria  | 3–0    | Yasuyuki Nojiri  | TKO (golpes)            | Professional Shooto 2022 Vol. 1                 | 16 de enero de 2022   | 1     | 0:25   | Tokyo               |                                                                                 |
| Victoria  | 2–0    | Akuri Ronda      | KO (patada a la cabeza) | Professional Shooto 2021 Vol. 5                 | 25 de julio de 2021   | 2     | 0:20   | Tokyo               |                                                                                 |
| Victoria  | 1–0    | Takumi Arai      | KO (puñetazo)           | LDH Martial Arts: Fighting Dreamers             | 15 de marzo de 2021   | 1     | 0:42   | Japón               | Debut en peso gallo.                                                            |